# Валкосана-Грилето (Асти)
Валкосана-Грилето је насеље у Италији у округу Асти, региону Пијемонт.
Према процени из 2011. у насељу је живело 80 становника. Насеље се налази на надморској висини од 122 м.